# Whatever It May Take
Whatever It May Take – drugi album studyjny niemieckiej grupy muzycznej Heaven Shall Burn.

## Lista utworów
Wydanie pierwotne
1. "Intro" – 0:49
2. "Behind a Wall of Silence" – 3:42
3. "The Worlds in Me" – 4:21
4. "The Martyrs' Blood" – 4:16
5. "It Burns Within" – 4:28
6. "Implore the Darken Sky" – 5:08
7. "The Few Upright" – 2:16
8. "Whatever It May Take" – 3:44
9. "Ecowar" – 3:22
10. "Naked Among Wolves" – 4:15
11. "The Fire" – 4:11
12. "Casa de Caboclo" (cover Point Of No Return) – 2:45
13. "Implore the Darken Sky (Classic Version)" – 5:08

Reedycja albumu
1. "The Few Upright" - 2:17
2. "Behind a Wall of Silence" - 3:42
3. "The Fire" - 4:11
4. "Naked Among Wolves" - 4:17
5. "The Martyr's Blood" - 4:15
6. "The Worlds In Me" - 4:20
7. "Implore the Darken Sky" - 5:07
8. "Ecowar" - 2:59
9. "It Burns Within" - 4:28
10. "Whatever it May Take" - 3:44
11. "io" (akustyczny) - 2:01
12. "Casa de Caboclo" (cover Point Of No Return) - 2:47
13. "Implore the Darken Sky (Classic Version)" - 5:07

## Twórcy
Członkowie zespołu
- Marcus Bischoff – śpiew
- Maik Weichert – gitara elektryczna
- Eric Bischoff – gitara basowa
- Matthias Voigt – perkusja
- Patrick Schleitzer – gitara elektryczna

Udział innych
- Muzycy z zaprzyjaźnionych zespołów Maroon oraz Destiny użyczyli swoich głosów podczas nagrywania płyty[1].
- Patrick W. Engel oraz Ralf Müller wykonali partie gitarowe, basowe, perkusyjne, wokalne oraz klawiszowe podczas sesji nagraniowych do płyty.
- Wokaliści André Moraweck (Maroon) i Johannes Formella (Destiny) użyczyli głosów w utworze "Casa de Caboclo".

## Inne informacje
- Wszystkie utwory były autorstwa Maika Weicherta[2], oprócz "Casa de Caboclo" - autorstwa brazylijskiego zespołu Point Of No Return wydanego na płycie Centelha (2000)[3].
- Tytuł płyty został zainspirowany utworem pod tym samym tytułem zespołu Kreator pochodzącym z albumu Outcast[4].
- Płyta została w całości poświęcona antynazistowskiemu ruchowi Biała Róża działającemu w Niemczech podczas II wojny światowej, a przede wszystkim osobie Sophie Scholl. Na płycie znalazły się także odniesienia do Salvadora Allende, prezydenta Chile obalonego w 1973 roku[5][6]. We wkładce do płyty zawarto m.in. zdjęcie ukazujące wydarzenie z 7 grudnia 1970 roku, jakim było oddanie hołdu ofiarom getta przez kanclerza Niemiec, Willy'ego Brandta poprzez uklęknięcie przed warszawskim Pomnikiem Bohaterów Getta[7].
- Utwór "Naked Among Wolves" został zainspirowany książką niemieckiego pisarza Bruno Apitza, pod tym samym tytułem (pol. Nadzy wśród wilków) opisującą pobyt w niemieckim obozie koncentracyjnym w Buchenwaldzie.
- Reedycja albumu z 2007 roku, oprócz ulepszonego brzmienia płyty, zawierała nową szatę graficzną (włącznie z okładką[8]), zmienioną kolejność utworów oraz jeden niepublikowany wcześniej akustyczny utwór "io".